# Lionel Richie
Lionel Brockman Richie, Jr. (n. 20 iunie 1949) este un cântăreț, producător de discuri, muzician și actor american. Începând cu 1968, el este membru al grupului muzical Commodores. Richie și-a făcut debutul solo în 1982 cu albumul Lionel Richie, care conținea hitul Truly.

## Legături externe
- Lionel Richie la Internet Movie Database
- Lionel Richie interview by Pete Lewis, 'Blues & Soul'  03/09 Arhivat în 17 august 2015, la Wayback Machine.
- Baghdad's Lionel Richie Obsession
- NPR profile
- Listen to Lionel Richie talk to David Jensen on UK radio station, Capital Gold (October 2006) Arhivat în 18 ianuarie 2013, la Archive.is
- The Rude Awakening – Lionel Richie in Stuido (sic) pe YouTube
- Lionel Richie Interview in SPIN's February Issue Arhivat în 6 octombrie 2014, la Wayback Machine.
- Lionel Richie Interview – Celebrity Scribe